# Arne Berg
Axel Arne Berg (Stoccolma, 3 dicembre 1909 – Stoccolma, 15 febbraio 1997) è stato un ciclista su strada svedese.

## Palmarès

### Olimpiadi
- Bronzo a Los Angeles 1932 nella corsa a squadre.